# Pubblimania
Pubblimania era un programma televisivo italiano dedicato all'universo della pubblicità, andato in onda a partire dall'11 febbraio 1988 su Raitre nel palinsesto notturno, suddiviso in quattro cicli di puntate. Il responsabile di rete e mente del programma fu Romano Frassa, che si avvalse della collaborazione di Sandra Cavicchioli, Nadia Kerwatt, e Isabella Pezzini. La regia fu di Michele Avantario, l'aiuto regia fu Francesco Monico.
Nel primo ciclo i Krisma (Maurizio Arcieri e Cristina Moser), da uno chalet alpino battezzato "la casetta di Raitre", presentavano otto puntate, formate da spezzoni pubblicitari di provenienza internazionale, ognuna con un tema: "il look", "la coppia - partita a due", "sport & gioco", "anima - animali - animazione", "la donna è mobile", "la notte", "musica e ritmo", "l'automobile".
Il secondo ciclo era a cura di Omar Calabrese, che all'argomento pubblicità aveva dedicato studi e saggi, e di Mario Fattori, che trattava il tema della prima pubblicità "americana".
Nel terzo ciclo la regia del programma fu presa in carico da Francesco Monico e gli ospiti furono Giulio Giorello e Paolo Fabbri trattavano i temi "tragedia e commedia", "marchio e marca", "spirito e spiritoso", "senza parole", "avventura e sventura" e, infine, "liquido - solido - gassoso".
L'ultima tranche di otto puntate raggruppava una serie di temi (droga, moda, politica, design) e alcuni ritratti di autori e registi, tra cui Michalkov, Lynch, Allen, Annaud e Konchalovsky.